# Ростковая муха
Ростко́вая му́ха (лат. Delia platura) — вид двукрылых из семейства цветочниц. Вид имеет почти космополитное распространение. Личинки являются вредителями проростков многих видов культурных растений открытого и закрытого грунта. В год развивается 2—3 поколения. Для уменьшения ущерба рекомендуют сочетать агротехнические приёмы, подбор оптимальных сроков посева семян и внесение инсектицидов. От близкого вида Delia florilega ростковую муху можно отличить только по имаго или молекулярно-генетическими методами.

## Описание
Тело мух чёрное или желтовато-серое в сером опылении, длина тела 3,5—5,0 мм. У самцов глаза сближены. У самок глаза разделены светло-оранжевой лобной полосой. Третий членик усиков в 1,5 раза длиннее ширины. Ариста короткоопушённая. Среднеспинка с тремя тёмными продольными полосками. Задние голени самца на внутренней стороне с гребнем длинных волосков, а задние бёдра с 3—4 щетинками на внутренней стороне. На брюшке имеется чёрная продольная полоса. У самцов церки удлинённые и закруглённые на вершине. Самцы ростковой мухи отличаются от близкого вида Delia florilega отсутствием длинных щетинок на первом членике средних лапок, а на задних голенях у ростковой мухи не более шести предвершинных щетинок.

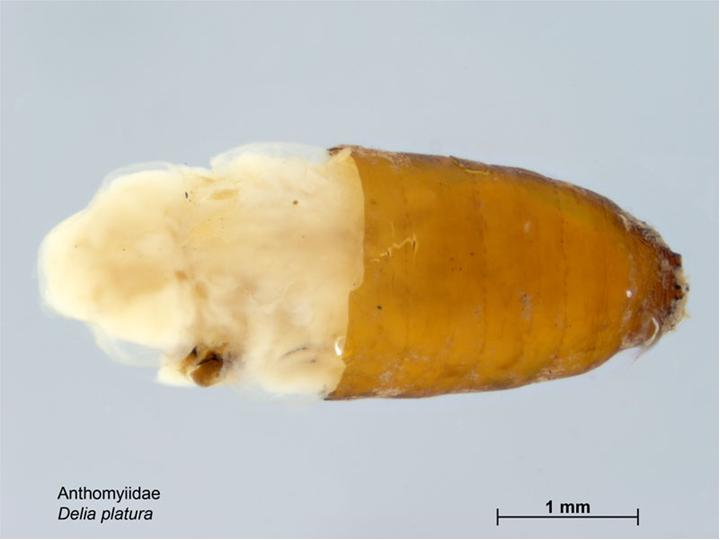
Вскрытый пупарий

Личинка белого цвета, около 6—8 мм. Передний конец тела заострён с двумя чёрными ротовыми крючками. Максилярные щупики небольшие. Передние дыхальца с 6—8 бугорками. Восьмой сегмент брюшка личинок покрыт рядами шипиков. Вокруг задних дыхалец 12 бугорков.
Пупарий жёлто-бурый с четырьмя зубчиками на конце, длина 4—5 мм.
Яйца белого цвета, удлинённые и суженные с одного конца. Их длина около 1 мм. Поверхность яйца покрыта сетчатым рельефным рисунком.
Преимагинальные стадии (яйца, личинки и куколки) ростковой мухи невозможно надёжно отличить от личинок близкого вида Delia florilega. Для точной идентификации иногда требуется использовать молекулярно-генетические методы.

## Биология
Питаются на корнях, подземных побегах и корнеплодах множества культурных растений, в том числе огурцах, фасоли, тыкве, дыне, бобах, горохе, шпинате, свёкле, картофеле, капусте, луке, табаке, кукурузе. Личинки ростковой мухи могут проникать в кубышки саранчовых и уничтожать их. Личинки Delia platura часто встречаются совместно с другими представителями рода Delia.
В благоприятных условиях, на юге ареала, может быть до трёх поколений, в средней полосе — 2 поколения. Первое поколение в условиях Самарской области появляется в первой декаде мая, второе — в середине июня, а мухи третьего поколения вылетают в конце июля или начале августа. Продолжительность развития второго и третьего поколения около 40—48 дней. Сроки вылета и продолжительность развития зависит от погодных условий. Для развития первого поколения необходимая сумма эффективных температур составляет 155 °C, второго — 399 °C, третьего — 301 °C.
Зимуют в почве на стадии пупария на глубине до 20 см. Имаго летают с начала мая до сентября. Самка откладывает яйца около кормового растения на почву. Продолжительность эмбрионального развития от 2 до 7 дней. После выхода из яйца молодая личинка находит семена и всходы разных растений. Для развития личинок требуется 10—12 дней. После завершения развития личинки окукливаются, а через 10—14 дней вылетают мухи второго поколения. Имаго живут около 10—12 дней. Исследования, проведённые в штате Айова (США), показали, что личинки ростковой мухи могут переходить в состояние летней диапаузы.
Естественными врагами на преимагинальных стадиях являются жуки Aleochara bipustulata, Creophilus maxillosus, Bledius tricornis, перепончатокрылые Trybliographa diaphana и Aphaerta tennicornis. Пупарии поражаются нематодами из семейств Diplogastridae и Rhabditidae. В куколках развиваются грибы рода Fusarium и микроспоридии Toxoglugea. Гибель имаго вызывает гриб Entomophthora muscae.

## Ущерб и меры борьбы
Наибольшую опасность представляют личинки первого поколения. Они уничтожают семена и всходы многих сельскохозяйственных культур. Имаго участвуют в распространении возбудителей различных заболеваний растений. Для борьбы с ростковой мухой применяются инсектициды, которые вносятся либо в почву или обрабатывают семена. К недостаткам использования ядохимикатов относятся развитие устойчивости к ним у вредителя и токсичность некоторых препаратов для семян. Агротехническими мерами для уменьшения ущерба от ростковой мухи относится тщательная предпосевная обработка почвы и выбор оптимальных сроков посадки семян. Для борьбы с ростковой мухой и луковой мухой апробирован метод, состоящий в искусственном выращивании личинок на диете с радиоактивным кобальтом (Co60). Облучение приводит к появлению стерильных мух, которых выпускают в теплицах.

## Распространение
Европа, Закавказье, Северная Африка, Ближний Восток, Казахстан и Средняя Азия, Сибирь, Северная Америка, Южная Африка, Новая Зеландия, Австралия и Аргентина. Не отмечен на северо-востоке Южной Америки, в Западной Африке, Индии, Малайзии и Индонезии. Установлены две различающиеся генетически линии ростковой мухи, выявленные методом ДНК-штрихкодирования. Линия, обозначенная как AAG2511, широко распространена Европе, Азии, обнаружена в Гренландии, восточной Канаде и на Аляске. Линия AAA3453 встречается в Канаде и США, Коста-Рике и в Южной Африке.